# Бурио Бергонс
Бурио Бергонс (фр. Bourriot-Bergonce) насеље је и општина у југозападној Француској у региону Аквитанија, у департману Ланд која припада префектури Мон де Марсан.
По подацима из 2011. године у општини је живело 331 становника, а густина насељености је износила 4,0 становника/km². Општина се простире на површини од 82,65 km². Налази се на средњој надморској висини од 115 метара (максималној 148 m, а минималној 89 m).

## Демографија
| 1962. | 1968. | 1975. | 1982. | 1990. | 1999. | 2011. |
| ----- | ----- | ----- | ----- | ----- | ----- | ----- |
| 552   | 490   | 423   | 383   | 305   | 311   | 331   |

График промене броја становника у току последњих година